# Barbara Pentland

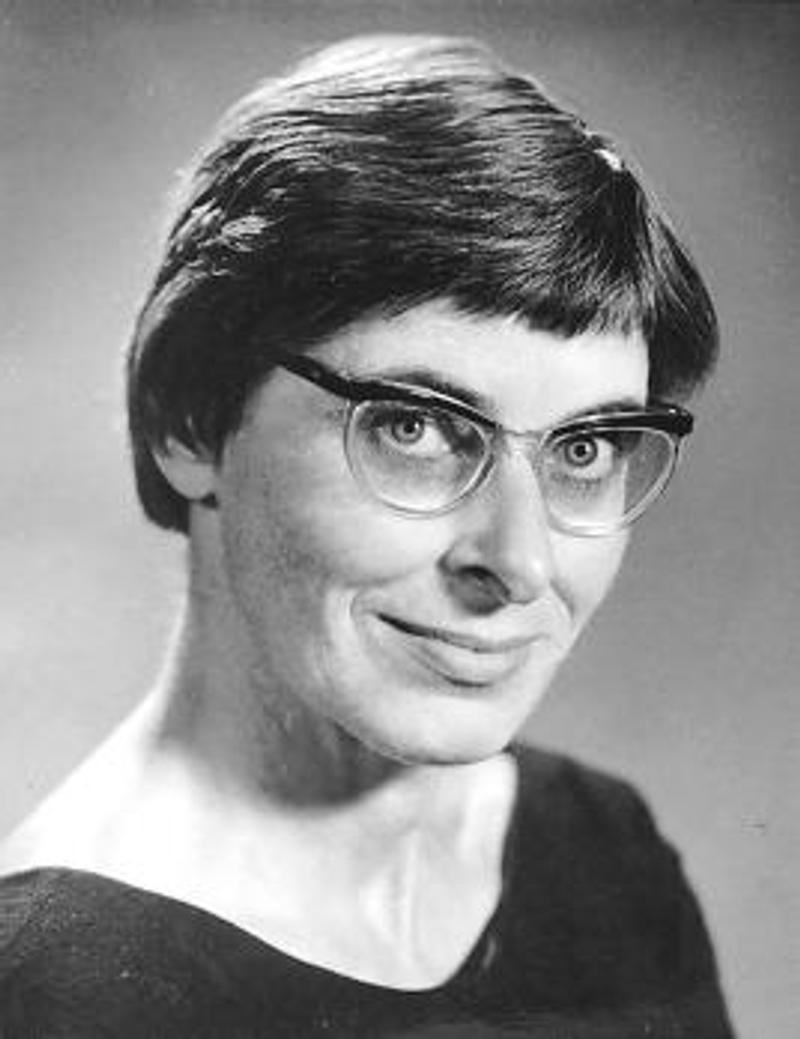
Barbara Pentland

Barbara Pentland, Lally Pentland (ur. 2 stycznia 1912 w Winnipeg, zm. 5 lutego 2000 w Vancouver) – kanadyjska kompozytorka.

## Życiorys
Studiowała w Juilliard School of Music, uczyła się tamże u Fredericka Jacobiego, Bernarda Wagenaara i Aarona Coplanda, uczyła się także w Darmstadt w 1955 roku. Pracowała w The Royal Conservatory of Music w Toronto, a następnie na Uniwersytecie Kolumbii Brytyjskiej w latach 1949–1963. W 1958 roku poślubiła psychologa Johna Hubermana, syna Bronisława Hubermana.

## Twórczość
Wykorzystywała w swoich utworach dysonansowy linearny kontrapunkt oraz dodekafoniczne struktury melodyczne. Skomponowała przeszło 60 utworów. Wybrane kompozycje:
- Disasters in the Sun[1]
- Beauty and the Beast, balet-pantomima (1940)[2]
- Weekend Overture for Resort Combo (1949)[2]
- The Lake, opera kameralna (1952)[2]
- Trio con alea (1966)[2]
- Tellus (1982)[2]